# Даллас
Да́ллас (англ. Dallas) — місто (англ. city) в США, в округах Даллас, Коллін і Дентон у північно-східній частині штату Техас. Адміністративний центр округу Даллас. Разом з Форт-Вортом й іншими містами агломерації (Арлінгтон, Гарланд, Дентон, Ірвінг, Мескит і Плейно) Даллас утворює мегаполіс Даллас—Форт-Ворт. Населення — 1 304 379 осіб (2020). Є 3-м за чисельністю містом Техасу і 9-м у США; сам мегалополіс Даллас—Форт-Ворт є 4-м за чисельністю у США (7 млн осіб).

## Історія
Даллас заснував у 1841 році торговець на ім'я Джон Нілі Браян, через два роки після дослідження території в 1839 році. Округ Даллас був утворений у 1846 році і названий на честь Джорджа Далласа, одинадцятого віце-президента Сполучених Штатів. Однак, точне походження назви міста досі невідоме. Мешканці називали місто так принаймні вже в 1843 році, так що на даний момент існують чотири основні теорії походження назви:
- Названий на честь Джорджа Далласа;
- Названий на честь його батька, Олександра Далласа, командувача ескадрою кораблів в Мексиканській затоці і міністра фінансів США під час війни 1812 року;
- Назва обрана в конкурсі в 1842 році;
- Названий на честь сина Джорджа Далласа, який пізніше заявив, що батько назвав місто «на честь мого друга Далласа» (особистість цього Далласа не встановлена).

Статус міського поселення було присвоєно Далласу в 1856 році, а в 1871 році він став містом.
У 1855 році група європейських художників і музикантів заснували на захід від Далласа утопічну комуну під назвою Ла Реюньйон. Коли комуна припинила своє існування, більшість людей переїхали в Даллас, де заснували артквартал, який існує і понині в районі Діп Еллум поблизу центру. У сучасному Далласі відчуваються сильні театральні традиції, це відноситься як до класичного, так і до експериментального репертуару. Також, у Далласі існує активна музична сцена і різноманітні концерти — часте явище у всіх частинах міста.
У 1871 році до Далласу наближалося будівництво залізниці, і міська влада не хотіли, щоб дорога пройшла стороною, як планувалося спочатку. Вони заплатили компанії «Залізниці Х'юстона і Центрального Техасу» 5000 доларів з метою змістити дорогу на 32 км на захід. Таким чином, дорога пройшла через Даллас, а не через Корсікану, як було передбачено в початкової схемою. Рік по тому муніципалітету не вдалося переконати компанію «Union Pacific Railroad» будувати дорогу через Даллас, тому в терміновому порядку до закону штату було прийнято доповнення, яке дозволяє будувати дорогу лише поблизу Браудерскіх джерел, які знаходилися трохи південніше головної вулиці Далласа. Великі залізничні маршрути перетнулися в Далласі в 1873 році, гарантуючи місту майбутнє комерційного центру.
Незабаром він дійсно став центром торгівлі бавовною, зерном і бізонами. З початком XX століття, Даллас перетворився з сільськогосподарського центру в центр зосередження банків, страхових компаній і інших бізнес-структур.
У 1930 році за 160 км на схід від Далласа була виявлена нафта і місто швидко перетворився на центр нафтової індустрії Техасу і Оклахоми. У 1958 році в Далласі співробітником компанії «Texas Instruments» Джеком Кілбі була винайдена мікросхема. Коли до 1980-х років нафтова індустрія в основному перемістилася в Х'юстон, Даллас перепрофілювався на квітучий технологічний бум (викликаний зростанням інформаційної та телекомунікаційної індустрії), залишаючись при цьому центром банківської системи і бізнесу. У 1990-х Даллас став відомий як техаська Силіконова долина, або ж Силіконова прерія.
22 листопада 1963 в Далласі був убитий президент США Джон Кеннеді.
У 1980 році в Далласі пройшла 53-тя сесія Генеральної Конференції Церкви Християн Адвентистів Сьомого Дня.

## Географія
Триніті — велика техаська річка, що проходить через центр Далласа на шляху в Х'юстон. З обох сторін річки — 15-метрові набережні, що захищають місто від повені. Річку перетинають кілька мостів. Ряд організацій та приватних осіб (таких як Біло і Росс Перо) в останні роки здійснюють мультимільйонний проєкт будівництва великого моста над річкою і перетворення прибережній частині центру міста в паркову зону, сусідство з зонами торгівлі та бізнесу, за прикладом «Річковий алеї» (англ. Riverwalk) в Сан-Антоніо і району Таунлейк в Остіні. За задумом зацікавлених осіб, цей проєкт привнесе більше активності в центр Далласа, а також у бідніші південні райони міста. Першим на офіційному рівні проєкт запропонував Рон Кірк, перший афроамериканський мер, відомий, зокрема, за зведений у центрі Далласа новий Центр Американських Авіаліній. Після невдалої спроби стати сенатором Рон Кірк пішов з посади мера і його наступницею стала Лора Міллер, господарник-реформатор. Міллер зосередила свою увагу на будівництві нових доріг та іншої інфраструктури, на думку більшості, набагато більш актуальною, ніж дорогі спеціальні проєкти.
Озеро Уайт-Лейк — інша водна пам'ятка Далласа. Озеро і прилеглий до нього парк — популярне місце серед веслярів, велосипедистів, скейтбордистів та інших відпочивальників. На березі озера також знаходиться 66-акрів (270 тис. м²) Далласький дендрарій та ботанічний сад.
Даллас знаходиться на території регіону торнадо, який розташований на землях прерій Середнього Заходу. Навесні холодний фронт, що рухається з Канади, стикається з теплими вологими повітряними масами, що йдуть з боку Мексиканської затоки. Коли ці фронти зустрічаються над Далласом, виникає сильний шторм із захопливим шоу з блискавок, злив, граду і часто торнадо.
У Далласі випадає 760 мм опадів на рік, основний пік припадає на весняний час. Клімат міста можна охарактеризувати як вологий субтропічний, хоча в літній час у цю частину Техасу приходять гарячі сухі північно-західні вітри. Взимку їм на зміну приходять холодні повітряні маси, що часто призводить до падіння температури нижче нульової позначки. Щозими протягом одного-двох днів йде сніг, холодні повітряні маси з півночі і теплі вологі з півдня призводять до короткочасних замерзаючих опадів, які роблять дороги вкрай небезпечними для водіння. Проте зими в Далласі досить м'які порівняно з іншими частинами Техасу та іншими штатами. Часом даллаські зими називають тривалим бабиним літом.

### Клімат
Клімат Далласа є субтропічним вологим. Взимку погода може мінятися дуже сильно, у залежності від вітру — навіть у грудні і січні може бути спека вище +30 °C, або досить сильні морози, складові −15 °C, а зрідка і більше, хоча в середньому зима м'яка. Літо виключно жарке і задушливе: спека вище +40 °C — явище не рідкісне, а середня температура серпня складає +30 °C, що в сукупності з надзвичайно високою задушливістю робить Даллас одним з найспекотніших міст світу за ефективною температурою, мало чим поступаючись Кувейту.
| Клімат Далласа (норма 1981-2010) | Клімат Далласа (норма 1981-2010) | Клімат Далласа (норма 1981-2010) | Клімат Далласа (норма 1981-2010) | Клімат Далласа (норма 1981-2010) | Клімат Далласа (норма 1981-2010) | Клімат Далласа (норма 1981-2010) | Клімат Далласа (норма 1981-2010) | Клімат Далласа (норма 1981-2010) | Клімат Далласа (норма 1981-2010) | Клімат Далласа (норма 1981-2010) | Клімат Далласа (норма 1981-2010) | Клімат Далласа (норма 1981-2010) | Клімат Далласа (норма 1981-2010) |
| Показник                         | Січ.                             | Лют.                             | Бер.                             | Квіт.                            | Трав.                            | Черв.                            | Лип.                             | Серп.                            | Вер.                             | Жовт.                            | Лист.                            | Груд.                            | Рік                              |
| Абсолютний максимум, °C          | 33,9                             | 35,6                             | 37,8                             | 38,3                             | 41,7                             | 45,0                             | 43,3                             | 44,4                             | 43,9                             | 41,1                             | 31,7                             | 32,2                             | 45,0                             |
| Середній максимум, °C            | 13,8                             | 16,0                             | 20,4                             | 24,8                             | 29,0                             | 33,1                             | 35,6                             | 35,8                             | 31,5                             | 25,8                             | 19,5                             | 14,2                             | 25,0                             |
| Середня температура, °C          | 8,3                              | 10,6                             | 14,8                             | 19,2                             | 23,8                             | 27,9                             | 30,2                             | 30,3                             | 26,1                             | 20,2                             | 14,1                             | 8,9                              | 19,5                             |
| Середній мінімум, °C             | 2,9                              | 5,1                              | 9,2                              | 13,4                             | 18,6                             | 22,7                             | 24,8                             | 24,9                             | 20,6                             | 14,6                             | 8,7                              | 3,6                              | 14,1                             |
| Абсолютний мінімум, °C           | −18,9                            | −22,2                            | −12,2                            | −1,7                             | 1,1                              | 8,9                              | 13,3                             | 12,8                             | 4,4                              | −4,4                             | −7,2                             | −18,3                            | −22,2                            |
| Норма опадів, мм                 | 52                               | 66                               | 89                               | 78                               | 125                              | 104                              | 56                               | 48                               | 72                               | 122                              | 73                               | 70                               | 955                              |
| -------------------------------- | -------------------------------- | -------------------------------- | -------------------------------- | -------------------------------- | -------------------------------- | -------------------------------- | -------------------------------- | -------------------------------- | -------------------------------- | -------------------------------- | -------------------------------- | -------------------------------- | -------------------------------- |
| Джерело: Погода й клімат         |                                  |                                  |                                  |                                  |                                  |                                  |                                  |                                  |                                  |                                  |                                  |                                  |                                  |

## Демографія

### Перепис 2010
Згідно з переписом 2010 року, у місті мешкало 1 197 816 осіб у 458 057 домогосподарствах у складі 265 538 родин. Густота населення становила 1199 осіб/км². Було 516639 помешкань (517/км²).
Расовий склад населення:
| - 50,7 % — білих - 25,0 % — чорних або афроамериканців - 2,9 % — азіатів - 0,7 % — корінних американців - 18,1 % — осіб інших рас |

До двох чи більше рас належало 2,6 %. Частка іспаномовних становила 42,4 % від усіх жителів.
За віковим діапазоном населення розподілялося таким чином: 26,5 % — особи молодші 18 років, 64,7 % — особи у віці 18—64 років, 8,8 % — особи у віці 65 років та старші. Медіана віку мешканця становила 31,8 року. На 100 осіб жіночої статі у місті припадало 100,0 чоловіків; на 100 жінок у віці від 18 років та старших — 98,6 чоловіків також старших 18 років.
Середній дохід на одне домашнє господарство становив 73 066 доларів США (медіана — 43 781), а середній дохід на одну сім'ю — 84 083 долари (медіана — 46 902). Медіана доходів становила 37 046 доларів для чоловіків та 36 412 долари для жінок. За межею бідності перебувало 24,0 % осіб, у тому числі 37,2 % дітей у віці до 18 років та 15,0 % осіб у віці 65 років та старших.
Цивільне працевлаштоване населення становило 602 303 особи. Основні галузі зайнятості: освіта, охорона здоров'я та соціальна допомога — 18,0 %, науковці, спеціалісти, менеджери — 15,3 %, роздрібна торгівля — 10,8 %, мистецтво, розваги та відпочинок — 10,8 %.

### Перепис 2000
За даними перепису 2000 року, у Далласі 1188580 мешканців, 451 833 персональних домоволодіння і 266 581 сім'я. Щільність населення 1339,7 / км². Загальне число будинків 484117 з середньою щільністю 545,7 / км². Расова складова міста така:
- 50,83 % білі,
- 25,91 % афроамериканці,
- 0,54 % корінні американці,
- 2,70 % американці азійського походження,
- 0,05 % нащадки вихідців з островів Океанії,
- 17,24 % інші раси,
- 2,72 % змішані раси.

35,55 % населення — латиноамериканські емігранти. У деяких районах Далласа латинос витіснили афроамериканців як найбільша національна меншина. У Далласі 451833 приватних домоволодінь, в 30,3 % з них живуть сім'ї з дітьми до 18 років, в 38,8 % сім'ї без дітей, в 14,9 % самотні жінки, 41,0 % з них належать не сім'ям. У 32,9 % домоволодінь мають індивідуального власника, в 6,5 % проживають самотні люди у віці 65 років і старші. У середньому, у будинку проживають 2,58 людини, середній розмір сім'ї 3,37. У місті 26,6 % населення у віці до 18 років, 11,8 % від 18 до 24, 35,3 % від 25 до 44, 17,7 % від 45 до 64, і 8,6 % у віці 65 років і старші. Середній вік — 30 років. На кожні 100 жінок припадає 101,6 чоловіків.
Середньорічний дохід сім'ї в Далласі становить $ 37628, середній дохід сім'ї $ 40 921. Чоловіки мають середній дохід $ 31149 проти $ 28235 у жінок. Середній дохід на душу населення становить $ 22183. Доходи 17,8 % всього населення і 14,9 % сімей перебувають нижче офіційного рівня бідності.
Рівень злочинності в Далласі був на першому місці серед найбільших міст Америки з 1998 по 2003 рр. У той час як більшість частин міста переважно безпечні, деяких районів слід уникати з настанням темряви. До таких відносяться деякі частини Південного Далласа і місця концентрації старих житлових будов (такими вважаються будинки віком більш як 10 років).

## Злочинність
Злочинність в Далласі значно вища за середню по країні. В 2016 році було зафіксовано 4604 пограбувань та 10948 грабежів. Майже кожного року статистика по злочинності падає, але, все рівно, залишається досить високою в порівнянні з іншими штатами.

## Бізнес
Мегаполіс Даллас-Форт-Ворт часто називають Техаською Силіконовою долиною. Більше 40 тисяч людей задіяно в роботі телекомунікаційних гігантів, таких як південно-західна Белл, AT & T, Alcatel, Ericsson, Fujitsu, MCI, Nortel Networks, Sprint і інших. Центральна частина Далласа обплутана більш ніж 100 милями (160 км) оптичного кабелю. Згідно з дослідженнями, у Далласі більше 80 тисяч компаній, очолюваних жінками.
Незважаючи на те, що телекомунікаційна індустрія була серйозно зачеплена рецесією в економіці США на початку 2000-х років, компанії Далласа постраждали менше, ніж компанії інших регіонів.

### Найбільші компанії
Компанії, що мають штаб-квартири в Далласі:
- 7-Eleven
- CompUSA
- Excel Комунікації
- Greyhound Bus Lines
- Mary Kay Inc.
- Perot Systems (компанія Роса Перо, кандидата в Президенти США)
- Pizza Hut (всесвітньо відома мережа піцерій)
- Southwest Airlines
- Texas Instruments

AMR Corporation (батьківська компанія American Airlines), Radio Shack і Pier 1 Imports базуються у Форт-Ворті. ExxonMobil розташований в одному з передмість Далласа, Ірвінгу. Dr Pepper розташований у Плано (північне передмістя). Скандально відома компанія Halliburton Energy Services базувалася в Далласі, але у 2003 переїхала до Х'юстона.

## Транспорт

### Аеропорти
Даллас обслуговується двома великими комерційними аеропортами: Міжнародним Аеропортом Даллас / Форт-Ворт (відомим як DFW International) і Даллас Лав Філд. Крім цього, літаки цивільної авіації обслуговує Аеропорт Даллас Екзекьютів (Dallas Executive Airport), розташований у межах міста, а також аеропорт Еддісона (Addison Airport), що знаходиться в Еддісоні, одному з північних передмість Далласа. Ще два аеропорти розташовані в Мак-Кінні (північному передмісті), та інші два знаходяться в західній частині Метроплекс — Форт-Ворта.
Міжнародний Аеропорт Даллас / Форт-Ворт знаходиться в географічному центрі Метроплекс, між центрами Далласа та Форт-Ворта. Це найбільший аеропорт у штаті, другий за величиною в США, третій за величиною у світі. За мірками пасажиропотоку та вантажопотоку, це четвертий аеропорт у країні та шостий у світі. Також це домашній аеропорт Американських Авіаліній (American Airlines), найбільшої в світі авіакомпанії.
Аеропорт Даллас Лав Філд знаходиться в межах міста, у декількох милях на північ від центру, і є домашнім аеропортом авіакомпанії Southwest Airlines. Згідно з поправкою Райта і поправки Шелбі щодо регуляцій цивільної авіації, цьому аеропорту не дозволено виконувати операції з великими авіалайнерами, що здійснюють рейс за межі блоку штатів: Техас, Луїзіана, Арканзас, Оклахома, Нью-Мексико, Канзас, Міссісіпі та Алабама. З цієї причини, Southwest Airlines і Continental Express — дві найбільші локальні авіакомпанії, що працюють у цьому аеропорту. Спроби послабити або пом'якшити вищезазначені поправки поки що не привели до помітних результатів.

### Громадський транспорт
ДАРТ (DART — Dallas Area Rapid Transit — Транспорт Швидкого Сполучення Далласа) — транспортна компанія, яка керує автобусними та залізничними маршрутами, виділеними смугами руху для автомашин з кількома пасажирами. ДАРТ — перша в штаті і на всьому південному сході США компанія, яка запустила лінію швидкісного трамвая в 1996 році, і відтоді постійно розширює транспортну мережу та її протяжність.
На даний момент у місті функціонують 4 лінії трамвая. Червона гілка з'єднує південний Даллас та північні передмістя Річардсон та Плейно із центром міста. Синя гілка сполучає центр Далласа з південною частиною та передмістям Гарленд. Гілки йдуть паралельно протягом кількох миль. У зоні перетину знаходиться станція Сітіплейс (Cityplace Station), єдина на південному заході США підземна трамвайна станція.
У більш віддаленій перспективі намічається розширення транспортної мережі у місті до 250 миль, розширення ліній легкорейкового транспорту до 150 миль, будівництво системи підземного метро в центрі міста, а також відкриття автобусної лінії до Форт-Ворта. Менша за розмірами транспортна система Форт-Ворта з'єднана із системою Далласа кількома пересадковими вузлами.
Далласький швидкісний трамвай був єдиною системою сучасного швидкісного міського рейкового транспорту в Техасі аж до 2004 року, коли в Х'юстоні відкрилася лінія швидкісного трамваю завдовжки 10 миль.
Поява і розвиток мережі легкорейкового транспорту накрутило ціни на нерухомість в оточуючих районах і спровокувало будівництво приватного житла, особливо це стосується районів, прилеглих до центру міста.
Незважаючи на зрослу популярність громадського транспорту, переважна більшість жителів міської агломерації мають власні автомобілі.

## Парки та відпочинок

### Ярмарковий парк
Найпомітнішою подією в Далласі, є Ярмарок штату в Техасі, який відбувається щорічно в Ярмарковому парку з 1886 року. Ярмарок приносить приблизно 50 мільйонів доларів економіці міста щорічно.

## Спорт
Даллас має чотири професійні команди.
- «Даллас Старс» (англ. Dallas Stars) — професійна хокейна команда член у Національній хокейній лізі; грають в Американ-Ерлайнс-центр.
- «Техас Ренджерс» (англ. Texas Rangers) є членом у Головній бейсбольній лізі; грають у Рейнджерс-бал-парк-ін-Арлінґтон.
- «Даллас Коубойс» (англ. Dallas Cowboys) є членом Національній футбольній лізі; грають у Техас-стадіум.
- «Даллас Маверікс» (англ. Dallas Mavericks) є членом у Національній баскетбольній асоціації; грають в Американ-Ерлайнс-центр.

Згідно бюро перепису США, загальна площа міста — 997,1 км ². 887,2 км ² — земля, і 110 км ² — вода. Вода становить 11,03 % від загальної площі міста.
Даллас і прилеглі території в основному можна охарактеризувати як рівнину, розташовану від 140 до 170 метрів над рівнем моря. Рідкісні височини досягають 350 метрів у висоту.

### Найбільші магістралі
Територією Далласа проходять 6 федеральних трас і близько 20 шосе, два з яких є платними.

## Персоналії
- Бібі Данієлс (1901—1971) — американська акторка, співачка, танцівниця і продюсер
- Лінда Дарнелл (1923—1965) — американська актриса
- Шерон Тейт (1943—1969) — американська акторка та модель
- Тоні Робертс (* 1979) — американська актриса.

## Міста-побратими
- Брно, Чехія
- Діжон, Франція
- Монтеррей, Мексика
- Рига, Латвія
- Саратов, Росія
- Тайбей, Республіка Китай
- Ipoh, Малайзія
- Тузла, Боснія і Герцеговина